# 2018 GP4
2018 GP4 è un asteroide di piccole dimensioni del diametro di circa 20 metri. È stato scoperto il 12 aprile 2018 dal telescopio dell'Osservatorio di Monte Lemmon. Presenta un'orbita caratterizzata da un semiasse maggiore pari a 1,4147816 au e da un'eccentricità di 0,3412452, inclinata di 10,13522° rispetto all'eclittica.